# Osica de Sus
Osica de Sus è un comune della Romania di 5 220 abitanti, ubicato nel distretto di Olt, nella regione storica dell'Oltenia. 
Il comune è formato dall'unione di 5 villaggi: Greci, Osica de Sus, Ostrov, Tomeni, Vlăduleni.